# Erik Werenskiold

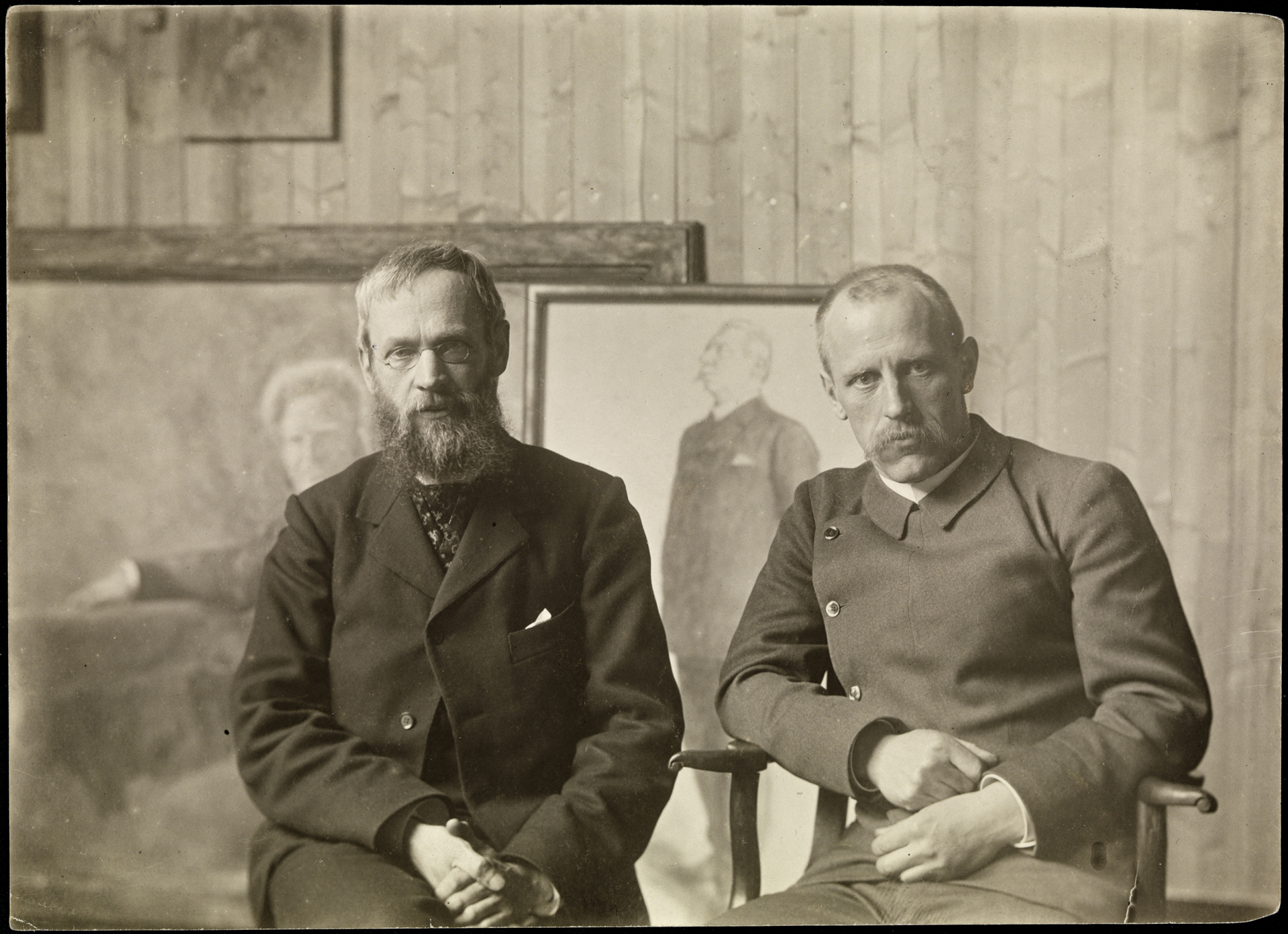
Erik Werenskiold (links) und Fridtjof Nansen (1907)

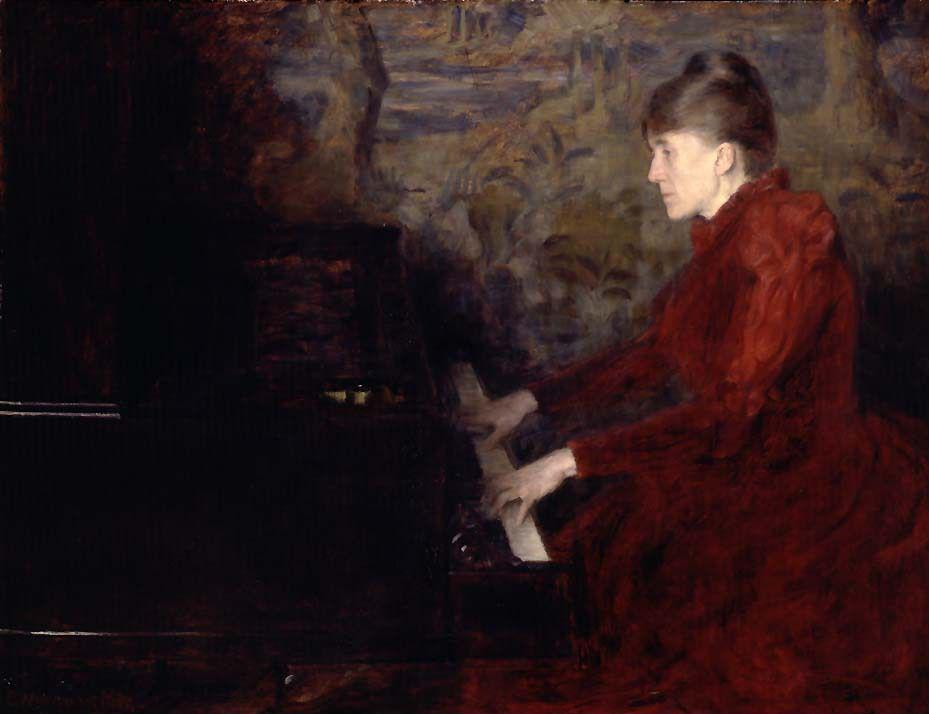
Porträt der Pianistin Erika Nissen, um 1890, Öl auf Leinwand, 117 × 153 cm, Nationalmuseum, Oslo

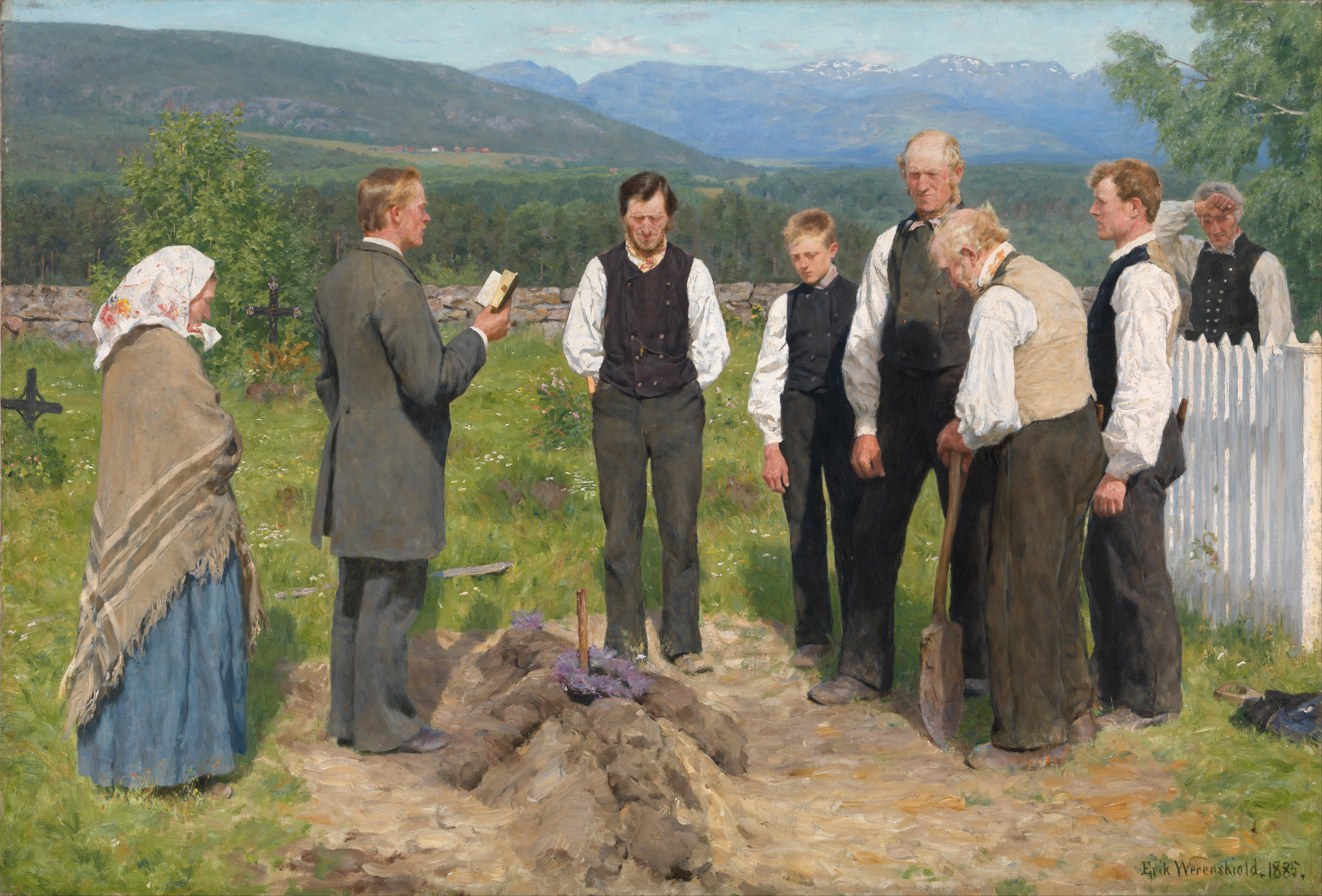
Ein Begräbnis auf dem Land, 1885, Öl auf Leinwand, 102,5 × 150,5 cm, Nationalmuseum, Oslo

Erik Theodor Werenskiold (* 11. Februar 1855 in Eidskog; † 23. November 1938 in Oslo) war ein norwegischer Maler und Zeichner. Er ist besonders wegen seiner Zeichnungen für Asbjørnsen und Moes Sammlung norwegischer Volksmärchen und der von ihm geführten Illustrationen zu Snorre bekannt.

## Leben und Werk
Erik Werenskiold wuchs in der Festungsstadt Kongsvinger auf, wo sein Vater, Kapitän Frederik Daniel Werenskiold, Kommandant war. 1872 nahm er seine Studien auf, aber begann kurz darauf, auf den Rat von Adolph Tidemand an der Königlichen Norwegischen Zeichenschule in Christiania, dem heutigen Oslo, bei Julius Middelthun (1820–1886) Zeichenunterricht zu nehmen. 1873 reiste er nach München. Dort war er bei einer internationalen Ausstellung anwesend, die ihm die Augen für die französische Freiluftmalerei und den Naturalismus öffnete. Werenskiold zog 1881 nach Paris, um dort auf eigene Faust, das heißt außerhalb der Akademie, zu studieren. Er war aber auch Schüler in den Ateliers von Léon Bonnat und Alfred Roll.
1883 kehrte Werenskiold nach Norwegen zurück. Er schuf mehrere Darstellungen norwegischer Bauern in landschaftlicher Umgebung sowie Porträts bekannter Persönlichkeiten wie Bjørnstjerne Bjørnson und Henrik Ibsen. Mit Märchenillustrationen hatte er bereits während seines Aufenthalts in München begonnen. 1879 illustrierte er die Norske folke- og huldreeventyr und setzte diese Arbeit von 1882 bis 1887 zusammen mit Theodor Kittelsen (1857–1914) mit dem dreibändigen Eventyrbog for Børn fort. Die Zeichnungen wurden 1910 in einer eigenen Prachtausgabe zusammengefasst. Mit ihrer eigentümlichen Verschmelzung von Wirklichkeit und Phantasie trafen diese die Stimmung der norwegischen Märchen. Des Weiteren illustrierte Werenskiold eine Prachtausgabe Snorri Sturlusons Königssagen und Jonas Lies Familien paa Gilje (1903).
Als erster norwegischer Maler wusste er den Impressionismus voll und ganz zu würdigen und schrieb begeisterte Artikel in Kunstzeitschriften. Werenskiold war in den 1880er und 1890er Jahren stark vom Naturalismus geprägt. Er entfernte sich aber später davon und war neueren Richtungen innerhalb der norwegischen Malerei näher. Ein Begräbnis auf dem Land (1885) ist an das Gemälde Ein Begräbnis in Ornans (1849/1850) von Gustave Courbet angelehnt. Ab 1908 war er von Paul Cézanne beeinflusst, seine Palette wurde farbenfroher, die Themenwahl aber introspektiver. Er schuf Wanddekorationen mit Märchenmotiven für Fridtjof Nansens Villa in Lysaker, Zeichnungen für Schlossbeschläge und vieles andere.
Erik Werenskiold hatte zwei Söhne, Werner (1883–1961) und Dagfin (1892–1977). Werner wurde Geologe, während Dagfin in die Fußstapfen seines Vaters trat und Maler und Bildhauer wurde.